# Саргассовый морской клоун
Саргассовый морской клоун (лат. Histrio histrio) — вид лучепёрых рыб из монотипического рода Histrio семейства клоуновых. Обитает среди саргассовых водорослей, распространённых в субтропиках. Название происходит от латинского слова «histrio», означающего «актёр», и связано с поведением рыбы.

## Описание

### Внешний вид
Туловище короткое, немного сплющенное с боков. Узор тела и полости рта очень разнообразен, но обычно состоит из тёмно-желтых, тёмно-коричневых или тёмно-зелёных пятен на светлом фоне. Плавники также покрыты тёмными полосами и пятнами. Рыба может быстро менять цвет от тёмных до светлых тонов и наоборот. Плавники крупные (особенно брюшные). Грудные плавники имеют от 9 до 11 лучей и удлинённые ногоподобные лопасти. В спинном плавнике три отдельно сидящих колючек, за ними следует 11—13 мягких лучей. Анальный плавник не имеет шипов и состоит из 7-13 лучей. Первый колючий луч направлен вперёд и преобразован в «удилище», так называемый иллиций. На конце иллиция располагается червеобразная эска, служащая для привлечения потенциальных жертв. Длина иллиция равна половине длине второй колючки.
Максимальная длина тела 20 см.

### Распространение и среда обитания
Вид космополитичен и встречается во всех морях тропического и субтропического поясов, включая Саргассово море и окрестности Галапагосских и Гавайских островов. Встречается в водах юга Приморского края. Единственный вид семейства клоуновых, чьи представители живут в толще воды в саргассовых зарослях, состоящих из водорослей Sargassum (все остальные являются придонными рыбы, обитающими на глубинах до 300 м). Сообщалось о вылове клоуна у берегов Норвегии, однако рыба, вероятно, была перенесена северо-атлантическим течением.

### Биология
Саргассовый морской клоун — активный засадный хищник, практикующий каннибализм (внутри желудка одной особи было обнаружено 16 мальков и молодых рыб своего вида). Рыба охотится, маскируясь среди зарослей саргассов. Удильщик может хвататься и передвигаться между стеблями водорослей с помощью цепких лучей грудных плавников. Эска используется для привлечения мелких рыб, ракообразных и других беспозвоночных. Клоун способен втягивать добычу к себе в пасть, выталкивая воду из полости рта через жабры и создавая зону пониженного давления, в которую устремляется жертва. Рот может сильно растягиваться за очень короткий промежуток времени, многократно превышая первоначальные размеры для заглатывания крупных животных.
Во время нереста самец проводит брачный ритуал, привлекая партнёршу. Перед икрометанием самка поднимается к поверхности, после чего выпускает множество икринок, опутанных студенистой слизью. Икра прилипает к водорослям, где оплодотворяется самцом. После вылупления личинка покрыта покровной оболочкой, имеет округлую голову, полностью сформированные плавники и глаза. С возрастом покровная оболочка срастается с кожей.
Клоун входит в рацион крупных хищных рыб и морских птиц. При появлении опасности удильщик может выпрыгивать из воды и даже выживать без влаги.